# 渭南市
渭南市（いなん-し）は、中華人民共和国陝西省に位置する地級市。

## 地理
渭水の南に位置する。延安市、銅川市、咸陽市、西安市、商洛市、山西省、河南省と接する。

## 歴史
1994年12月17日に渭南地区を廃止し、渭南市（地級市）を設立。

## 行政区画
2市轄区・2県級市・7県を管轄する。
- 市轄区：
  - 臨渭区・華州区
- 県級市：
  - 韓城市・華陰市
- 県：
  - 潼関県・大茘県・合陽県・澄城県・蒲城県・白水県・富平県

| 渭南市の地図                                                                 |
| ---------------------------------------------------------------------------- |
| 臨渭区 華州区 潼関県 大茘県 合陽県 澄城県 蒲城県 白水県 富平県 韓城市 華陰市 |

### 年表
この節の出典

#### 大茘分区
- 1949年10月1日 - 中華人民共和国陝西省大茘分区が成立。大茘県・朝邑県・平民県・澄城県・郃陽県・韓城県・白水県・蒲城県が発足。(8県)
- 1950年5月2日 - 大茘県・郃陽県・蒲城県・澄城県・白水県・韓城県・朝邑県・平民県が渭南専区に編入。

#### 渭南専区(1949年-1956年)
- 1949年10月1日 - 中華人民共和国陝西省渭南分区が成立。渭南県・華県・華陰県・潼関県・藍田県・臨潼県が発足。(6県)
- 1950年5月2日 - 渭南分区が渭南専区に改称。(13県)
  - 大茘分区大茘県・郃陽県・蒲城県・澄城県・白水県・韓城県・朝邑県・平民県を編入。
  - 平民県が朝邑県に編入。
- 1950年7月 - 商雒専区雒南県の一部が華県に編入。(13県)
- 1951年4月 - 朝邑県の一部が華陰県に編入。(13県)
- 1951年10月 - 白水県の一部が蒲城県に編入。(13県)
- 1952年5月23日 - 咸陽専区富平県・三原県・涇陽県・高陵県・耀県を編入。(18県)
- 1953年10月 - 白水県の一部が蒲城県に編入。(18県)
- 1953年12月 - 咸陽県の一部が涇陽県に編入。(18県)
- 1954年2月 - 華県の一部が渭南県に編入。(18県)
- 1955年6月 - 白水県の一部が蒲城県に編入。(18県)
- 1955年7月 - 藍田県・臨潼県の各一部が西安市灞橋区に編入。(18県)
- 1955年11月 - 涇陽県の一部が宝鶏専区醴泉県に編入。(18県)
- 1956年2月 (18県)
  - 渭南県の一部が藍田県に編入。
  - 藍田県の一部が商雒専区柞水県に編入。
  - 臨潼県の一部が高陵県に編入。
- 1956年3月 - 延安専区黄竜県の一部が澄城県に編入。(18県)
- 1956年5月 (18県)
  - 藍田県の一部が商雒専区商県に編入。
  - 三原県、長安県の各一部が高陵県に編入。
  - 高陵県の一部が長安県に編入。
  - 三原県の一部が涇陽県に編入。
  - 涇陽県・高陵県の各一部が三原県に編入。
  - 涇陽県の一部が宝鶏専区醴泉県に編入。
- 1956年7月2日 - 藍田県の一部が西安市灞橋区に編入。(18県)
- 1956年7月 - 延安専区黄竜県の一部が韓城県に編入。(18県)
- 1956年8月 - 富平県の一部が銅川県に編入。(18県)
- 1956年9月11日 - 渭南県・藍田県・臨潼県・蒲城県・白水県・富平県・耀県・高陵県・三原県・涇陽県・澄城県・韓城県・郃陽県・朝邑県・大茘県・華県・華陰県・潼関県が省直轄県級行政区となる。

#### 渭南地区(1961年-1994年)
- 1961年8月22日 - 西安市臨潼県・藍田県、銅川市・渭南県・大茘県・蒲城県・韓城県・白水県・澄城県・郃陽県・富平県・耀県・華県・華陰県・潼関県を編入。渭南専区が成立。(1市14県)
- 1961年9月 (1市14県)
  - 大茘県の一部が澄城県・蒲城県に分割編入。
  - 韓城県の一部が延安専区黄竜県に編入。
- 1962年7月 - 韓城県の一部が延安専区黄竜県に編入。(1市14県)
- 1964年6月 - 銅川市の一部が耀県・蒲城県・富平県、延安専区宜君県に分割編入。(1市14県)
- 1964年8月29日 - 郃陽県が合陽県に改称。(1市14県)
- 1965年5月 - 銅川市の一部が延安専区宜君県に編入。(1市14県)
- 1966年6月24日 (14県)
  - 銅川市が地級市の銅川市に昇格。
  - 臨潼県の一部が分立し、西安市閻良区となる。
- 1969年10月 - 渭南専区が渭南地区に改称。(14県)
- 1979年11月16日 (12県)
  - 耀県が銅川市に編入。
  - 臨潼県が西安市に編入。
- 1979年11月 - 蒲城県の一部が銅川市に編入。(12県)
- 1980年5月12日 - 西安市臨潼県を編入。(13県)
- 1983年9月9日 (2市9県)
  - 臨潼県・藍田県が西安市に編入。
  - 渭南県が市制施行し、渭南市となる。
  - 韓城県が市制施行し、韓城市となる。
- 1990年12月27日 - 華陰県が市制施行し、華陰市となる。(3市8県)
- 1994年12月17日 - 渭南地区が地級市の渭南市に昇格。

#### 渭南市
- 1994年12月17日 - 渭南地区が地級市の渭南市に昇格。(1区2市8県)
  - 渭南市が区制施行し、臨渭区となる。
- 2015年10月13日 - 華県が区制施行し、華州区となる。(2区2市7県)

## 交通
空港
- 蒲城空港

鉄道
- 渭南駅
- 潼関駅

道路
- 西潼高速道路